# Julie Van Gelder
Julie Van Gelder (Leuven, 17 september 1993) is een Belgisch acrogymnaste.

## Levensloop
Julie Van Gelder, woonachtig te Veltem, sloot zich aan bij Wild Gym en liep school aan de Topsportschool te Gent. 
Op de Wereldspelen van 2009 in het Taiwanese Kaohsiung behaalde ze samen met Menno Vanderghote zilver in de discipline 'gemengd paar'. Tevens behaalde het duo dat jaar tweemaal goud (allround en balans) en eenmaal zilver (tempo) op de Europese kampioenschappen in het Portugese Vila do Conde. Ook wonnen ze tweemaal (2009 en 2010) de internationale wedstrijd 'Stars above the Boug River' in Oekraïne.
In 2014 won ze samen met het Belgische team, voorts bestaande uit Kaat Dumarey en Ineke Van Schoor, brons op het wereldkampioenschap in het Franse Levallois-Perret. Een jaar later won datzelfde team driemaal goud op de eerste Europese Spelen in Bakoe, Azerbeidzjan. Het waren de eerste gouden medailles voor België in de geschiedenis van de Europese Spelen. Tevens won het trio op het EK van 2015 goud in de disciplines 'allround' en 'balans' en zilver in de tempo-oefening.